# Nissa Rugby
Nissa Rugby, anteriormente conocido como Stade Niçois Rugby, es un club de rugby francés con sede en Niza.
Fue creado en 2012 tras la desaparición del Rugby Nice Côte d'Azur, teniendo en su haber tuvo "éxito" en el Racing Rugby Club de Nice, el club histórico de la ciudad, activo de 1912 a 2001.
Jugará en la Nationale 1 para la temporada 2025-2026.

## Historia

### Comienzos del rugby en Niza
El histórico club de Niza, Racing Rugby Club de Nice, fue creado en 1912.  Fue puesta bajo administración judicial en enero de 2001. 
En junio de 2012, el Rugby Nice Côte d'Azur también fue puesto bajo administración judicial. 

### Creación del Stade Niçois y siguientes temporadas
El rugby de Niza renació entonces bajo una nueva identidad, Stade Niçois Rugby, y bajo nuevos colores rojo, blanco y negro.
El club jugó en la Fédérale 2 en 2018 y luego ascendió a la Fédérale 1 el año siguiente durante la temporada 2019.
Durante la temporada 2020-2021, el Stade Niçois  se unió al nuevo campeonato Nationale 1 de Francia. 
Durante la temporada 2023-2024, el Niza, notablemente reforzado con el regreso de Yann Tivoli y la llegada de Tom Murday, se proclamó campeón de Nationale 1 de Francia al vencer al Narbonne en la final (39-30) en el Estadio Chambéry Savoie. 
El Niza consiguió su primera victoria en Pro D2 en el campo del SU Agen durante la segunda jornada del campeonato. Pese a todo, el club no logró la permanencia y descendió a la Nationale 1. Tras este descenso, el Stade Niçois cambió su nombre y logotipo el 1 de julio de 2025 y pasa a denominarse Nissa Rugby.

## Infraestructuras
El Stade Niçois juega en el Stade Marcel-Volot, conocido hasta 2024 como Stade des Arboras, un estadio 3000 asientos. 